# Dean Sewell
Dean Sewell (13 aprile 1972) è un ex calciatore giamaicano, di ruolo difensore.